# Каверномір
Каверномір (англ. caliper, downhole gage, нім. Kavernenmeßgerät n, Lehre f, Kalibermeßgerät n, Kalibersonde f, Kalibermesser m) — прилад для вимірювання поперечного розміру свердловини. Каверномір складається з свердловинного приладу, що спускається в свердловину на каротажному кабелі, і наземної апаратури.
Діапазон вимірювання каверномірів, що використовуються при бурінні нафтових і газових свердловин, 100—760 мм, термобаростійкість 150 °C, 100 МПа, для геологорозвідувальних свердловин — відповідно 70-350 мм, 80 °C, 24 МПа.